# Karoonda East Murray Council
Koordinaten: 35° 6′ S, 139° 54′ O

Der District Council of Karoonda East Murray ist ein lokales Verwaltungsgebiet (LGA) im australischen Bundesstaat South Australia. Das Gebiet ist 4415 km² groß und hat etwa 1100 Einwohner (2016).
Karoonda East Murray liegt inmitten der Murray Lands etwa 120 Kilometer östlich der Metropole Adelaide. Das Gebiet beinhaltet 26 Ortsteile und Ortschaften: Auld, Bakara, Bandon, Borrika, Bowhill, Chesson, Copeville, Galga, Halidon, Hooper, Kalyan, Karoonda, Lowaldie, Mantung, Marama, Marmon Jabuk, McPherson, Mercunda, Mindarie, Molineux, Perponda, Sandalwood, Vincent, Wanbi, Wilson und Wynarka. Der Verwaltungssitz des Councils befindet sich in Karoonda im Norden des lokalen Verwaltungsgebiets, wo etwa 350 Einwohner leben (2016).

## Verwaltung
Der Council von Karoonda East Murray hat neun Mitglieder, acht Councillor werden von den Bewohnern der vier Wards gewählt (je zwei aus East Murray, Hooper, Karronda und Molineux Ward). Diese vier Bezirke sind unabhängig von den Stadtteilen festgelegt. Der Ratsvorsitzende und Bürgermeister wird zusätzlich von allen Bewohnern des Districts gewählt.